# Estrella variable cataclísmica

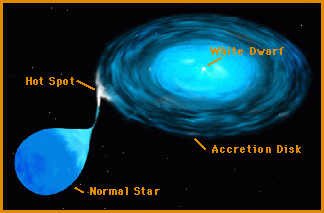
Esquema d'un estel variable cataclísmic

Una estrella variable cataclísmica o estel variable cataclísmic és un estel que experimenta increments sobtats de lluentor i després torna a un estat inactiu. Inicialment aquest tipus d'estels s'anomenaren noves, ja que els esclats de lluentor visibles a ull nu eren precedits d'un estat inactiu, la qual cosa feia pensar que era un nou estel en el cel.
Aquests estels estan formats per dues components; un estel nan blanc primari, i un estel secundari que transfereix massa. Els estels estan tan a prop que la gravetat del nan blanc distorsiona la secundària, i li acreta matèria. Per això, l'estel secundari es coneix com a estel donant. La matèria que cau, normalment rica en hidrogen, forma en la majoria dels casos un disc d'acreció al voltant del nan blanc. Sovint s'ha detectar emissions de raigs X i UV en el disc d'acreció. El disc d'acreció és propens a patir inestabilitats que el porten a un esclat de nova nana, quan una porció del material del disc cau en el nan blanc ; l'esclat cataclísmic ocorre quan la densitat i la temperatura al fons de la capa d'hidrogen acumulada s'eleva prou com per produir les reaccions de fusió nuclear, les quals converteixen la capa d'hidrogen en heli.
Si el procés d'acreció continua prou temps per portar el nan blanc prop del límit de Chandrasekhar, l'increment de la densitat interior pot encendre la fusió del carboni fugitiu i desencadenar una explosió de supernova tipus Ia, que destruiria completament el nan blanc.

## Classificació
Les variables cataclísmiques es divideixen en diferents grups, sovint anomenats amb el nom de l'estel prototip de la classe. En alguns casos el camp magnètic d'un nan blanc és prou fort com per produir una disrupció del disc d'acreció o inclús evitar la seva formació. Els sistemes magnètics mostren una polarització forta i variable en la llum òptica, i per això s'anomenen algunes vegades polars; Sovint mostren fluctuacions de lluentor de petita amplitud en el que sembla un període de rotació del nan blanc.
| Estel Z Camelopardalis | S'atura temporalment a una lluentor determinada per sota del seu pic. |
| Estel SU Ursae Majoris | Tenen "superesclats" més brillants que la mitjana.                    |
| Estel SS Cygni         | Tenen esclats de dues longituds diferents.                            |

| AM Herculis | Són estels on el camp magnètic del nan blanc ha atrapat l'estel binari en rotació síncrona, i la matèria flueix constantment cap al nan blanc en comptes de formar un disc. |
| DQ Herculis | També anomenada polar intermèdia, té un camp magnètic una mica més feble que un AM Herculis; hi ha un disc d'acreció, però presenta subestructures.                         |

Hi ha prop de 1.600 sistemes de variables cataclísmiques coneguts CV systems. I cada any se'n descobreixen més.

## Descobriment
Els estels variables cataclísmics estan entre les classes d'objectes astronòmics que troben els observadors aficionats, ja que un esclat de variable cataclísmic és prou brillant com per a ser detectar per instruments molt modestos, i l'únic objecte amb el qual es poden confondre són els asteroides, però el seu moviment és clar en el cel nocturn.
Cada any se'n descobreixen unes sis noves, mentre que models basats en les observacions d'altres galàxies suggereixen una ràtio d'ocurrència d'entre 20 i 50.
La comprovació d'un estel variable cataclismic és fàcil, normalment són objectes força blaus, que mostren una variabilitat forta i ràpida, i que tendeixen a tenir línies d'emissió peculiars. Emeten en la franja de l'ultraviolat i raigs X; també solen produir emissions de raigs gamma, deguda a l'aniquilació de positrons de nuclis rics en protons produïts en l'explosió de fusió, tot i que aquest últim fet encara no ha estat detectat